# Piz d’Err
Piz d’Err – szczyt w paśmie Albula, w Alpach Retyckich. Leży w południowo-wschodniej Szwajcarii, w kantonie Gryzonia. W pobliżu szczytu znajdują się: schronisko Jenatsch (2652 m), przełęcz Julier, miejscowości Sur i Mulegns oraz szczyt Piz Calderas.
Na południowy wschód o szczytu leży lodowiec „Vadret d’Err”.